# Виско, Иньяцио
Иньяцио Виско (итал. Ignazio Visco; 21 ноября 1949, Неаполь) — итальянский экономист. Президент Банка Италии (2011—2023).

## Биография
Родился 21 ноября 1949 года в Неаполе. В 1971 году окончил университет Сапиенца по специальности «экономика и торговля». 
В 1972 году начал работать в Банке Италии и отправился на стажировку в Пенсильванский университет, где в 1974 году получил степень магистра искусств, в 1981 году — доктора философии по экономике. 
В 1974 году вернулся в Италию. Работал в исследовательской службе Банка Италии. В 1990 году возглавил её.
Преподавал эконометрику (1983—1985) и политическую экономию (1989) в университете Сапиенца. 
С 1986 по 1991 год являлся помощником редактора журнала «Европейское экономическое обозрение».
Член научных комитетов фонда имени Энрико Маттеи (1994—2001), курсов имени Раффаэле Маттиоли (1996—2004) и курсов при ISAE.
С 1997 по 2002 год являлся старшим экономистом и директором экономического департамента ОЭСР. 
Являлся директором по заграничным операциям (2004—2006), директором по экономическим исследованиям (2006—2007), заместителем генерального директора (2007—2011) Банка Италии . 
Президент Банка Италии (2011 — 31 октября 2023).
В 2017 году Высший совет Банка Италии поддержал кандидатуру Виско на новый срок полномочий. 27 октября 2017 года Совет министров Италии после многодневных дискуссий согласился с этой рекомендацией на заседании в отсутствие четырёх министров — сторонников бывшего премьера Маттео Ренци: секретаря правительства Марии Элены Боски, министра здравоохранения Беатриче Лоренцин, министра сельского хозяйства Маурицио Мартина и министра спорта Луки Лотти. В этот же день президент Италии Маттарелла подписал указ о назначении Виско на новый срок.
31 октября 2023 года сложил полномочия президента Банка Италии.

## Награды
Кавалер пяти степеней ордена «За заслуги перед Итальянской Республикой»:
- Кавалер (2 июня 1991)
- Офицер (27 декабря 1993)
- Командор (2 июня 2002)
- Великий офицер (2 июня 2007)
- Кавалер Большого креста (25 октября 2011)